# Pont de Cornouaille
Le pont de Cornouaille supporte la route départementale n°44 à hauteur de Bénodet, dans le Finistère et la région Bretagne, en France. Il s'agit du dernier pont le long de l'Odet avant son embouchure dans l'anse de Bénodet. Il permet de relier le pays Bigouden et le pays de Fouesnant.

## Le franchissement de l'Odet avant la construction du pont
Jusqu'à la Révolution française, les deux seigneuries de Kersalaün en Combrit et de Cheffontaines (ou Penfentenyo en breton) en Clohars-Fouesnant possèdent conjointement les droits de passage de l'Odet entre la cale du Perguet (du nom de la paroisse de Perguet, ancien nom de l'actuelle commune de Bénodet) et celle de Sainte-Marine, qu'ils afferment tous les six ans au plus offrant. Ensuite, c'est le département du Finistère qui prit en charge le bac permettant de relier Sainte-Marine et Bénodet. Le fonctionnement du bac était aléatoire ; c'était au début du XIXe siècle une simple barque permettant de faire traverser les piétons, le premier véritable bac étant mis en service en 1817, se mouvant à la rame et à la godille, disparaît lors d'une tempête en 1823 et un nouveau bac, grand, avec un équipage de huit personnes, est alors construit, mais il est abandonné en 1835. D'autres adjudicataires du contrat d'affermage se succèdent, mais la traversée reste irrégulière et incertaine jusqu'en 1890 avec la mise en service de deux bacs charretiers de 10 mètres de long et trois mètres de large ; un essai de service assuré par une régie départementale échoue et le bac est à nouveau affermé (à Pierre Caoudal); en 1902 l'un des bacs fait naufrage en raison de son manque d'entretien et de sa vétusté sans faire de victimes et est renfloué, reprenant du service jusqu'en 1905. Le premier bac à vapeur, long de 15 mètres et large de huit mètres, est mis en service le 1er août 1911 : il est tracté par des chaînes mouillées s'enroulant autour d'un tambour, mais il doit cesser son fonctionnement dès 1925 car le mécanisme a mal vieilli et les pannes étaient trop fréquentes. Un nouveau bac à vapeur est inauguré le 26 juillet 1929, mais coule lors d'une tempête (le patron aurait oublié de fermer l'un des hublots !) dans la nuit du 4 au 5 décembre 1929 dans le port de Bénodet ; il est renfloué et reprend du service après réparations le 20 avril 1930 jusqu'au 11 octobre 1944, jour où les Allemands le dynamitent. Une vedette à moteur, puis un chaland provisoire en bois le remplacent alors, la liaison n'étant rétablie avec une véritable bac qu'en 1951 : ce bac peut charger un maximum de 20 voitures et, très vite, est engorgé, principalement en saison estivale, en raison de l'accroissement du trafic (28 000 véhicules en 1951, 135 000 en 1964, 290 000 en 1971, le bac fonctionnant alors 18 heures par jour). Le temps d'attente avant d'embarquer peut être supérieur à une heure et de nombreux automobilistes, ainsi que les poids lourds, doivent faire le détour par Quimper où la rocade sud et le pont de Poulguinan (qui permet de traverser l'Odet juste en aval de Quimper) n'existent pas encore (mis en service en 1974).

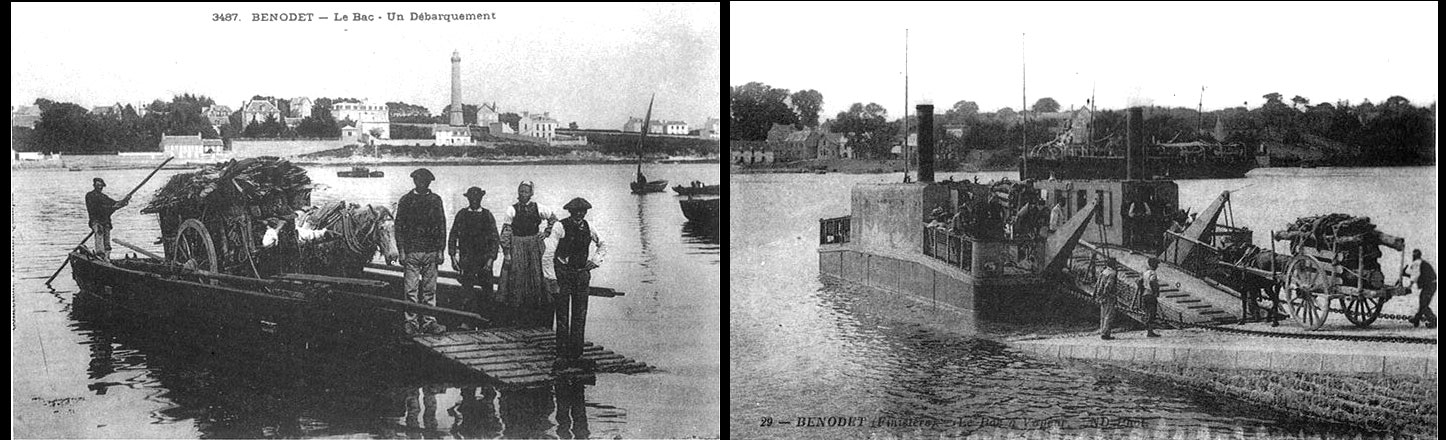
Pour assurer la traversée de l'Odet, un bac charretier (à gauche) a été mis en service en 1888 et remplacé en 1911 par un bac à vapeur (à droite).

## Description du pont

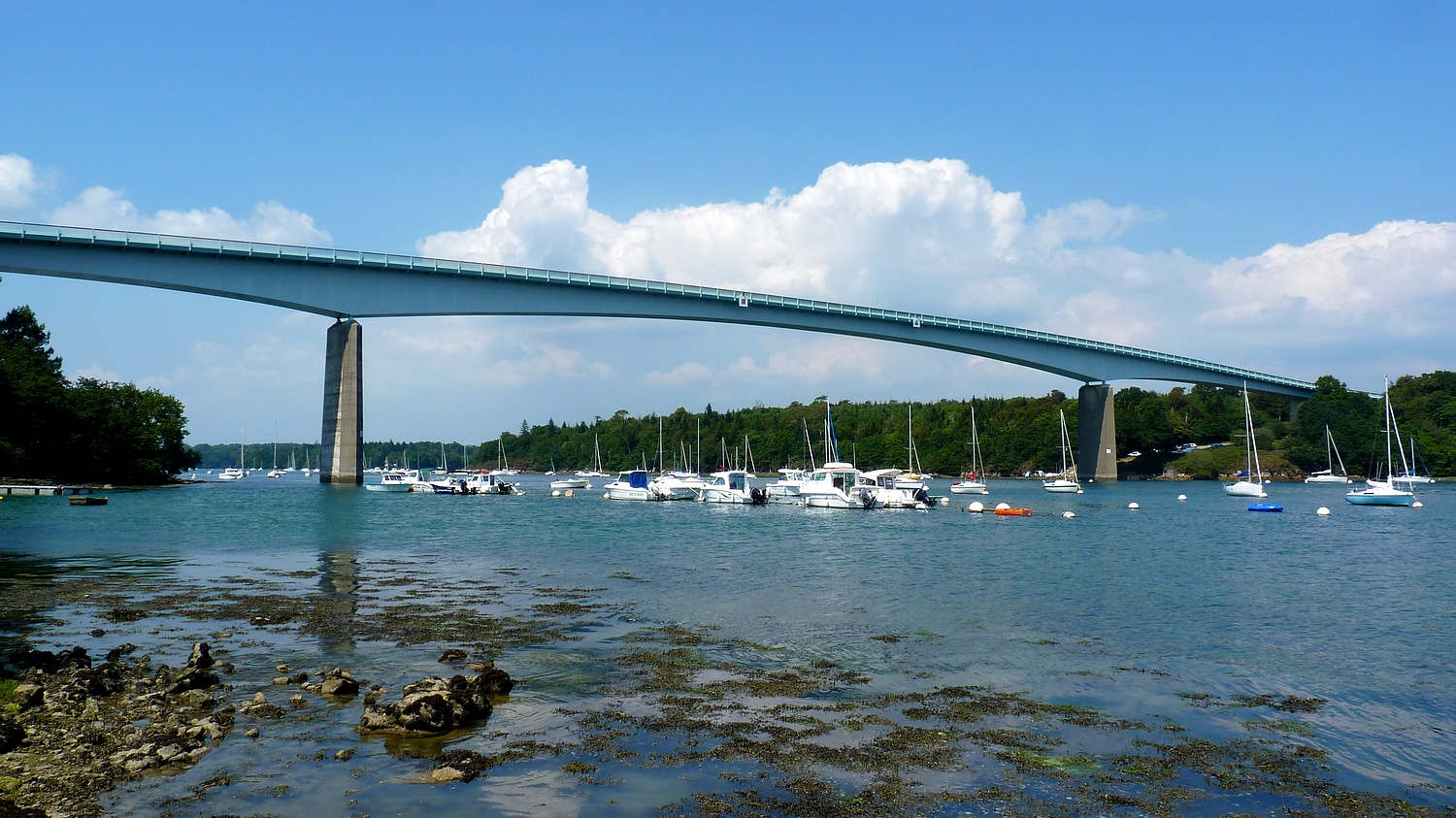
Pont de Cornouaille

Les toutes premières études débutèrent à partir de 1929, soit près de quarante ans avant la mise en service du pont, à la demande des élus locaux pour répondre à une circulation en plein développement. La traversée de Bénodet à Sainte-Marine se réalisait auparavant par bac. Ce n'est que le 27 octobre 1954, à la suite de premières études de faisabilité et des différentes implantations possibles que le choix de l'emplacement du pont est finalement prononcé, et c'est en 1964 que le projet se concrétise.  

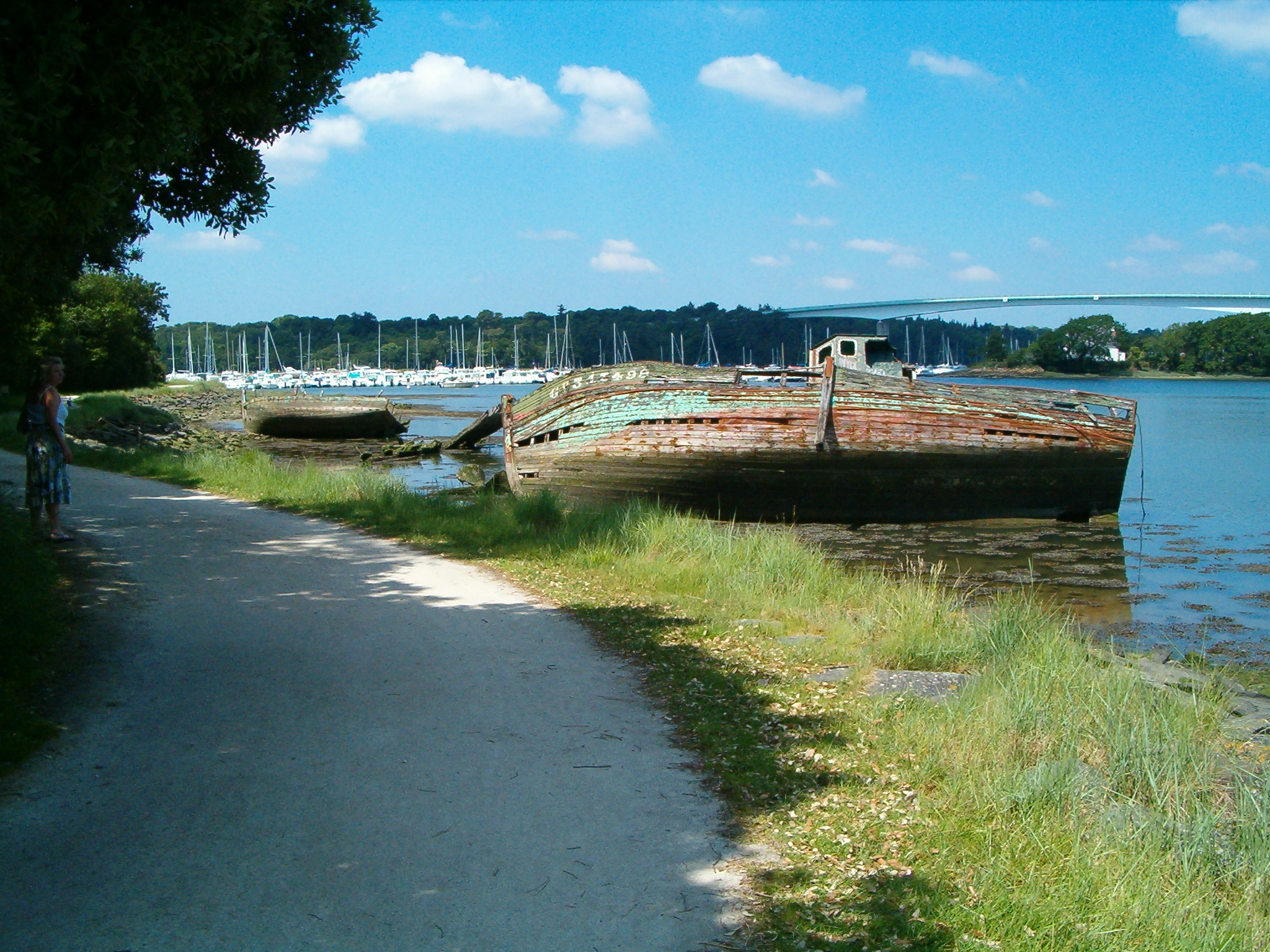

Le département du Finistère est maître d'ouvrage de ce franchissement au-dessus de l'Odet, conçu par l'architecte Gérard Cailliau en collaboration avec le Service d'études sur les transports, les routes et leurs aménagements (Setra), et la Direction départementale de l'Équipement était chargé de la maîtrise d'œuvre. La construction fut confiée au groupement comprenant la société Sotracomet pour la partie métallique et par les sociétés Fougerolle et Limousin pour les piles et les culées.
Ce pont rentre dans la catégorie des ponts à poutres en caisson, il est de type mixte acier/béton avec des piles en béton armé et un tablier à dalle orthotrope. D'une hauteur de 30 m, il s'étale sur 620 m en 6 travées et permet uniquement la circulation aux automobiles, la travée principale de 200 m de longueur était alors la plus longue de France pour un pont à poutres. Le tablier fut réalisé à l'aide de cintres auto-lanceurs depuis chaque culées qui permettait de souder les voussoirs métalliques en porte-à-faux,,.

## Sources et références
1. ↑  Philippe Rivière, "Le Pont de Cornouaille", http://www.clohars-fouesnant.fr/uploads/pdf/bulletins-municipaux/Bulletin-Municipal-Octobre-2012.pdf
2. ↑  Philippe Rivière, "Le pont de Cornouaille, 40 ans de traversés, 40 ans de traversées, http://www.clohars-fouesnant.fr/uploads/pdf/bulletins-municipaux/Bulletin-Municipal-Octobre-2012.pdf
3. 1 2 3  Le passage de l'Odet entre les pays de Fouesnant et de Pont-l'Abbé - René BLEUZEN
4. ↑  Syndicat de la Construction Métallique de France SCMF
5. ↑  Structurae
6. ↑  L'internaute, les guides de voyage